# Michaelkerk (Mensingeweer)

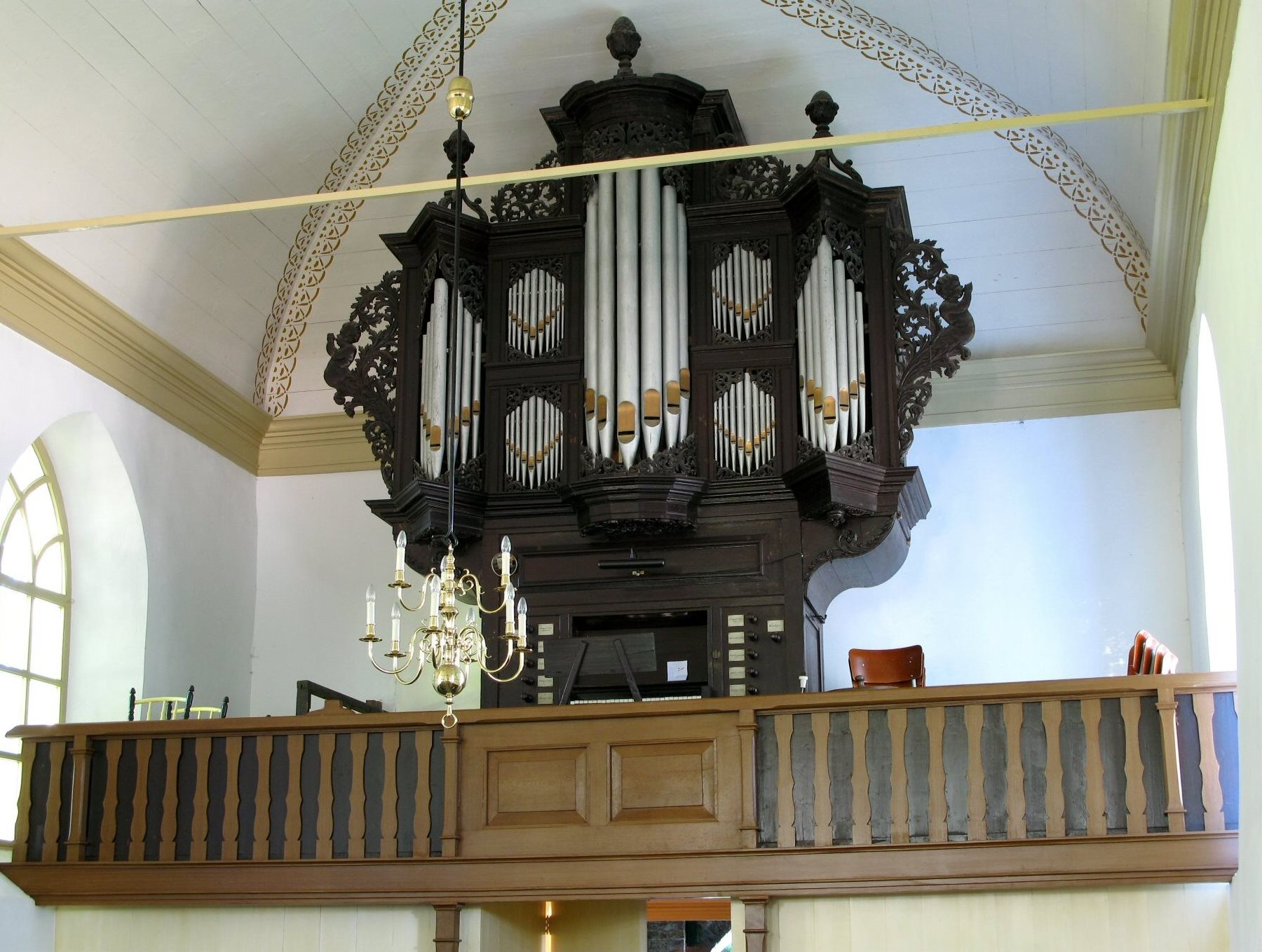
Het Schnitgerorgel uit 1696-1699

De Michaelkerk van Mensingeweer is een eenvoudige zaalkerk met toren uit de dertiende eeuw in het dorp Mensingeweer in de Nederlandse provincie Groningen.
Het metselwerk van grootformatige kloostermoppen is aan de schip sinds 1842 verborgen onder een witte pleisterlaag. De kerk heeft een orgel van Arp Schnitger uit 1698 met één manuaal en een aangehangen pedaal, dat ruim twee eeuwen in de Petruskerk (Pieterburen) heeft gestaan, maar in 1901 naar Mensingeweer kwam. Het orgel is in 2010-2011 door orgelbouwer Mense Ruiter volledig gerestaureerd.